# Nordvestnyt
Nordvestnyt er et dagblad på Nordvestsjælland. Nordvestnyt afløste den 3. september 2011 Kalundborg Folkeblad og Holbæk Amts Venstreblad i Holbæk. Begge aviser havde indtil da været udgivet af den samme ejer, Medieselskabet Nordvestsjælland, der således i 2011 påbegyndte udgivelsen af én avis under navnet Nordvestnyt.
Ifølge selskabets vedtægter udgives dagbladet med en frisindet, radikal og liberal redaktionel linje i pagt med traditionerne fra Kalundborg Folkeblad og Holbæk Amts Venstreblad.
Nordvestnyt udgvies af koncernen Sjællandske Medier.

## Læsertal
Ifølge MediaWatch er Nordvestnyts læsertal faldet fra 29.000 til 25.000 personer i løbet af årene 2017-19.

## Eksterne links
- www.nordvestnyt.dk